# Обухов, Евгений Михайлович
Евге́ний Миха́йлович Обу́хов (1921 — 13 марта 1944) — участник Великой Отечественной войны, командир отделения 551-го отдельного сапёрного батальона 253-й стрелковой дивизии 40-й армии Воронежского фронта, Герой Советского Союза (1944), сержант.

## Биография
Родился в 1921 году в деревне Мальги Оханского уезда Пермской губернии (ныне Верещагинский район Пермского края) в крестьянской семье. По национальности русский. По окончании начальной средней школы работал в районном узле связи города Верещагино.
В армии с января 1942 года и в том же году был направлен на фронт.
Во время форсирования Днепра в районе села Ходоров (Мироновский район Киевской области) 25 сентября 1943 года одним из первых на своём понтоне доставил на правый берег 25 красноармейцев. Участвовал в отражении контратаки противника, заменил раненого командира десантной группы, в бою подорвал ДЗОТ гитлеровцев, благодаря чему была обеспечена возможность остальным понтонам подойти к берегу и высадить подкрепление.
Указом Президиума Верховного Совета СССР «О присвоении звания Героя Советского Союза генералам, офицерскому, сержантскому и рядовому составу Красной Армии» от 10 января 1944 года за «образцовое выполнение боевых заданий командования на фронте борьбы с немецко-фашистскими захватчиками и проявленные при этом отвагу и геройство» удостоен звания Героя Советского Союза с вручением ордена Ленина и медали «Золотая Звезда». 
Погиб в бою 13 марта 1944 года.

## Награды
- Медаль «Золотая Звезда» Героя Советского Союза.
- Орден Ленина.
- Орден Отечественной войны II степени.

## Память
- Е. М. Обухов похоронен в деревне Кебь Псковского района Псковской области.
- В городе Верещагино в Пермском крае, на родине Героя, его именем названа улица.
- В Верещагина на здании районного узла связи установлена мемориальная доска[2].